# Etiopid ras

Somalisk man av etiopid ras.

Etiopida rasen och även Östhamitiska rasen var enligt den gamla rasbiologin en undergren inom den kaukasoida rasen.
Detta har idag förkastats, eftersom det grundar sig på rasbiologi, som idag anses vara pseudovetenskap. 
Benämningen anses numer föråldrad och används ej då den inte är korrekt för att beskriva eller kategorisera människor, samt att den kan uppfattas som rasistisk. 
Raser, kan till viss del i dagens läge ses som en social benämning, eftersom de anatomiska skillnaderna mellan etniska grupper är så små och otydliga att de inte kan betraktas som biologiskt skilda raser. Etiopider skulle varit allmänt förekommande i vissa delar på Afrikas horn.

## Karakteristika
Fenotypen ansågs karakteriseras av mörkt krulligt svart hår och mörka ögon, huden var oftast varierande svart. 
Bilden till höger är tagen ifrån ett äldre uppslagsverk. Det är en illustration över hur den etiopida rasen kunde se ut enligt rasbiologin. 